# Hemmingsbo (zuidelijk deel)
Hemmingsbo (zuidelijk deel) (Zweeds: Hemmingsbo (södra delen)) is een småort in de gemeente Uppsala in het landschap Uppland en de provincie Uppsala län in Zweden. Het småort heeft 126 inwoners (2005) en een oppervlakte van 46 hectare. Het småort bestaat uit het zuidelijke deel van de plaats Hemmingsbo.